# Irene Cozad
Irene Cozad est une pianiste et compositrice de musique ragtime, née le 4 juillet 1888 dans l'Iowa. Elle a publié trois compositions (dont deux rags, Affinity Rag et Eatin' Time Rag) entre 1910 et 1920. Elle décède le 2 août 1970, à Kansas City dans le Missouri.

## Liste des compositions
1910
- Affinity Rag

1913
- Eatin' Time Rag

1920
- Kansas City Town